# 林家しゅう平
林家 しゅう平（はやしや しゅうへい、1964年3月1日 - ）は、落語協会に所属する落語家。本名∶佐々木 龍彦。

## 経歴
1982年7月、林家こん平に入門。翌年8月に前座となり、前座名「しゅう平」を名乗る。
1987年9月、柳家小のり、三遊亭歌太郎と共に二ツ目昇進。
1998年3月、三代目三遊亭歌雀、三遊亭歌武蔵、三遊亭多歌介と共に真打昇進。